# Dumka (Indie)
Dumka – miasto w Indiach, w stanie Jharkhand. W 2011 roku liczyło 47 584 mieszkańców.